# Koki Kano
Koki Kano (født 19. december 1997) er en japansk fægter.
Han repræsenterede Japan ved sommer-OL 2020 i Tokyo, hvor han vandt guld i holdkonkurrencen for kårde.
Ved sommer-OL 2024 i Paris vandt han guld i den individuelle  konkurrence og sølv i holdkonkurrencen.